# Jüri Jevdokimov
Jüri Jevdokimov; oft fälschlich Juri; (* 3. Juni 1988 in Tallinn) ist ein estnischer Fußballspieler. Mit JK Nõmme Kalju gewann er in der Saison 2012 die Estnische Fußballmeisterschaft; sein bis dato größter Erfolg in der Karriere.

## Karriere

### Verein
Jüri Jevdokimov begann seine Karriere beim JK Pärnu Tervis aus der Hafenstadt Pärnu. Dort spielte er in der Esiliiga-Saison 2005 erstmals in der zweithöchsten Spielklasse des Landes. Ab 2006 spielte er für die Zweite Mannschaft des FC Flora Tallinn in der Esiliiga. Während der Sommerpause wurde dieser an den Erstligisten JK Tulevik Viljandi verliehen. Bis Saisonende 2006 kam er für den Verein auf 14 Spiele und vier Tore. Im Jahr 2007 spielte Jevdokimov letztmals für die Reserve von Flora. Von 2008 bis 2009 stand er im Kader von Tulevik Viljandi wo er 2009 mit 14 erzielten Toren den vierten Platz in der Torschützenliste erreichte. Zu Beginn der Spielzeit 2010 wechselte er zum JK Nõmme Kalju. In der ersten Saison beim Verein aus dem Tallinner Stadtbezirk Nõmme kam er zu seinem Debüt ausgerechnet gegen Tulevik Viljandi. Am Ende der Saison wurde er mit 21 Toren hinter Sander Post (24) zweiter in der Torjägerliste der Meistriliiga. In der folgenden Saison traf er 16-mal und in Meisterschaftssaison 2012 13-mal. Mit 30 Einsätzen und den zahlreichen Toren hatte Jevdokimov maßgeblichen Anteil am ersten Meistertitel des 1923 gegründeten Vereins. Durch seine Leistungen in der Meistriliiga, wo er in vier Spielzeiten über 70 Tore erzielen konnte, erhofft er sich das Vereine aus Europa auf ihn aufmerksam werden.

### Nationalmannschaft
Zu seinem Debüt für Estland kam Jevdokimov im März 2009 für Estlands U-21 gegen Frankreich, nachdem er für Henri Anier eingewechselt wurde. Den ersten Treffer im Nationaltrikot konnte er gegen Litauen im Juni 2010 erzielen. Mit der U-23 nahm er an der International Challenge Trophy teil, wobei er gegen Wales, Norwegen sowie gegen die Türkei spielte.

## Erfolge
- Estnischer Meister: 2012